# Планиця (Раче-Фрам)
Планиця (словен. Planica) — поселення в общині Раче-Фрам‎, Подравський регіон‎, Словенія.